# A Farewell to Arms (1932)
A Farewell to Arms is een Amerikaanse dramafilm uit 1932 onder regie van Frank Borzage. Het scenario is gebaseerd op de gelijknamige roman uit 1929 van de Amerikaanse auteur Ernest Hemingway.

## Verhaal
Tijdens de Eerste Wereldoorlog krijgt de Amerikaanse officier Frederick Henry in Italië een relatie met de Britse verpleegster Catherine Barkley. Nadat Frederick vanuit het ziekenhuis in Milaan terug is gekeerd naar zijn eenheid, worden de brieven tussen de geliefden achtergehouden. Catherine neemt ontslag als verpleegster nadat ze heeft ontdekt dat ze zwanger is en reist naar het neutrale Zwitserland. Frederick deserteert om bij Catherine te zijn. Het kind wordt echter dood geboren en de moeder overlijdt kort daarna.

## Rolverdeling
| Acteur            | Personage                |
| ----------------- | ------------------------ |
| Helen Hayes       | Catherine Barkley        |
| Gary Cooper       | Luitenant Frederic Henry |
| Adolphe Menjou    | Majoor Rinaldi           |
| Mary Philips      | Helen Ferguson           |
| Jack La Rue       | Priester                 |
| Blanche Friderici | Hoofdverpleegster        |
| Mary Forbes       | Juffrouw Van Campen      |
| Gilbert Emery     | Britse majoor            |